# Bąkowo (Pogorzelice)
Bąkowo (kaszb. Benkòwò lub Lãbòrsczé Benkòwò) - nieoficjalny przysiółek wsi Pogorzelice w Polsce położona w województwie pomorskim, w powiecie lęborskim, w gminie Nowa Wieś Lęborska.
Miejscowość położona jest przy drodze krajowej nr 6. Wieś jest częścią składową sołectwa Dziechlino.
W latach 1975–1998 miejscowość administracyjnie należała do województwa słupskiego.